# Coleophora prepostera
Coleophora prepostera é uma espécie de mariposa do gênero Coleophora pertencente à família Coleophoridae.